# Cringleford
Cringleford är en ort och civil parish i Storbritannien.   Den ligger i grevskapet Norfolk och riksdelen England, i den sydöstra delen av landet, 150 km nordost om huvudstaden London. Cringleford ligger 19 meter över havet och antalet invånare är 2 105.
Terrängen runt Cringleford är platt. Runt Cringleford är det ganska tätbefolkat, med 124 invånare per kvadratkilometer. Närmaste större samhälle är Norwich, 4,5 km nordost om Cringleford. Trakten runt Cringleford består till största delen av jordbruksmark.